# Bandeira de Imperatriz (Maranhão)
Bandeira oficial do município de Imperatriz. Foi oficializada em 1972.

## Simbologia e elementos
A bandeira possui três faixas de cores diferentes, pintadas no sentido longitudinal. A faixa superior é de cor amarela e simboliza as riquezas do município (na época, principalmente o arroz, cuja casca é de cor amarelada). A faixa central é de cor branca e serve para lembrar paz, harmonia e concórdia. A faixa de inferior tem a cor verde e representa as matas imperatrizenses, à época mais abundantes.
Outras duas cores estão presentes: o azul de um triângulo localizado no meio da faixa central e o vermelho das cinco pedras preciosas incrustadas em uma coroa amarela que está dentro do triângulo. O triângulo azul significa os três conjuntos das “forças vivas” do município: agricultura e pecuária, comércio e indústria; e educação e cultura. Por sua vez, a coroa simboliza "o caráter nobre e de majestade da realeza imperial", aspectos evocados pelo nome “Imperatriz”, que veio do título de dona Teresa Cristina, esposa do imperador Pedro II (r. 1831–1889).

## Criação
Quem criou e desenhou a Bandeira de Imperatriz foi o pintor Etevaldo Moreno de Araújo. Em 1972, Etevaldo participou do concurso para a criação da bandeira de Imperatriz. Segundo ele, concorriam 61 outros candidatos.